# Tsjervoniej Choetir
Tsjervoniej Choetir (Oekraïens: Червоний хутір) is een station van de metro van Kiev. Het station werd geopend op 23 mei 2008 en is het zuidoostelijke eindpunt van de Syretsko-Petsjerska-lijn.

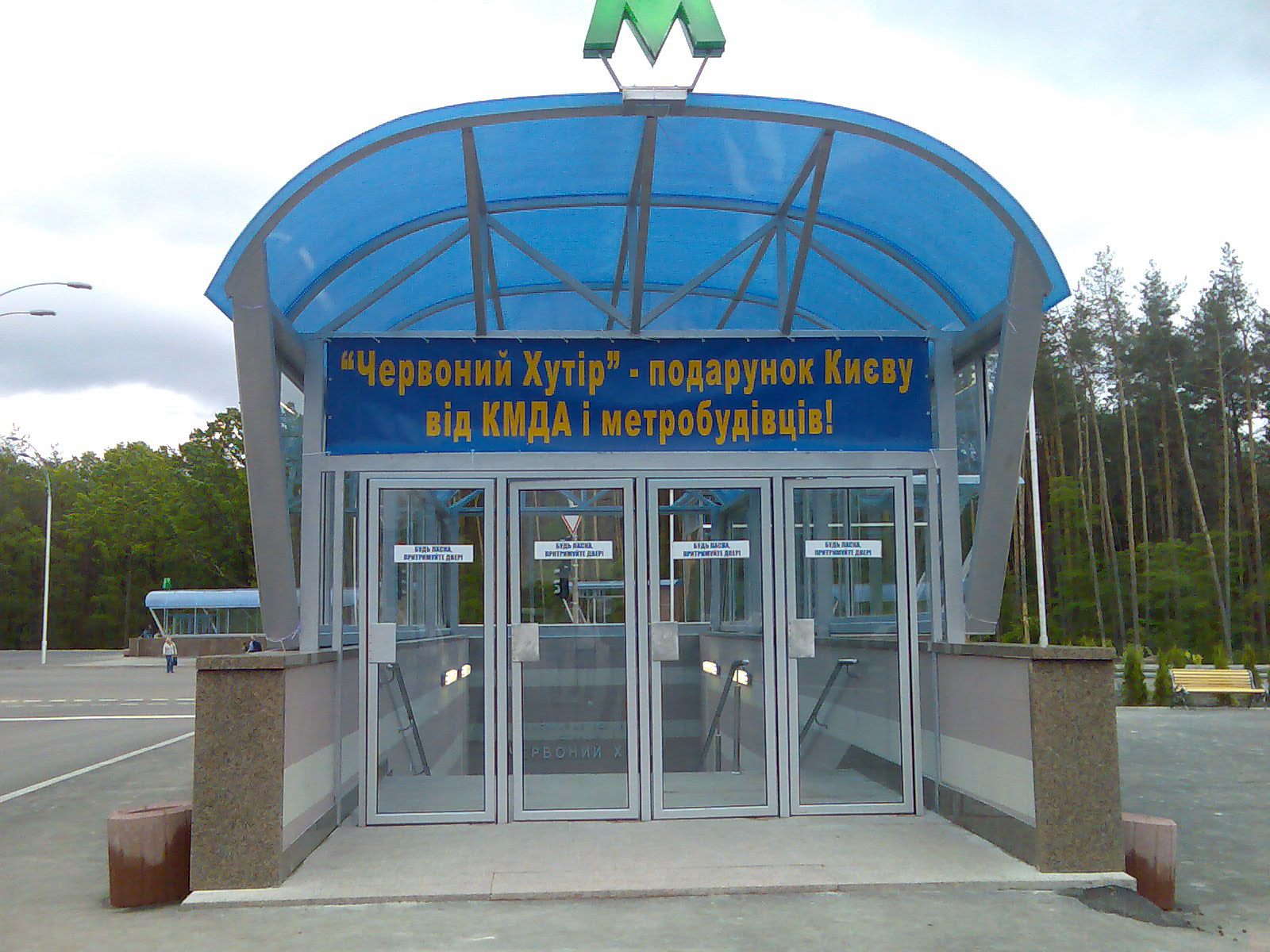
De bovengrondse ingang
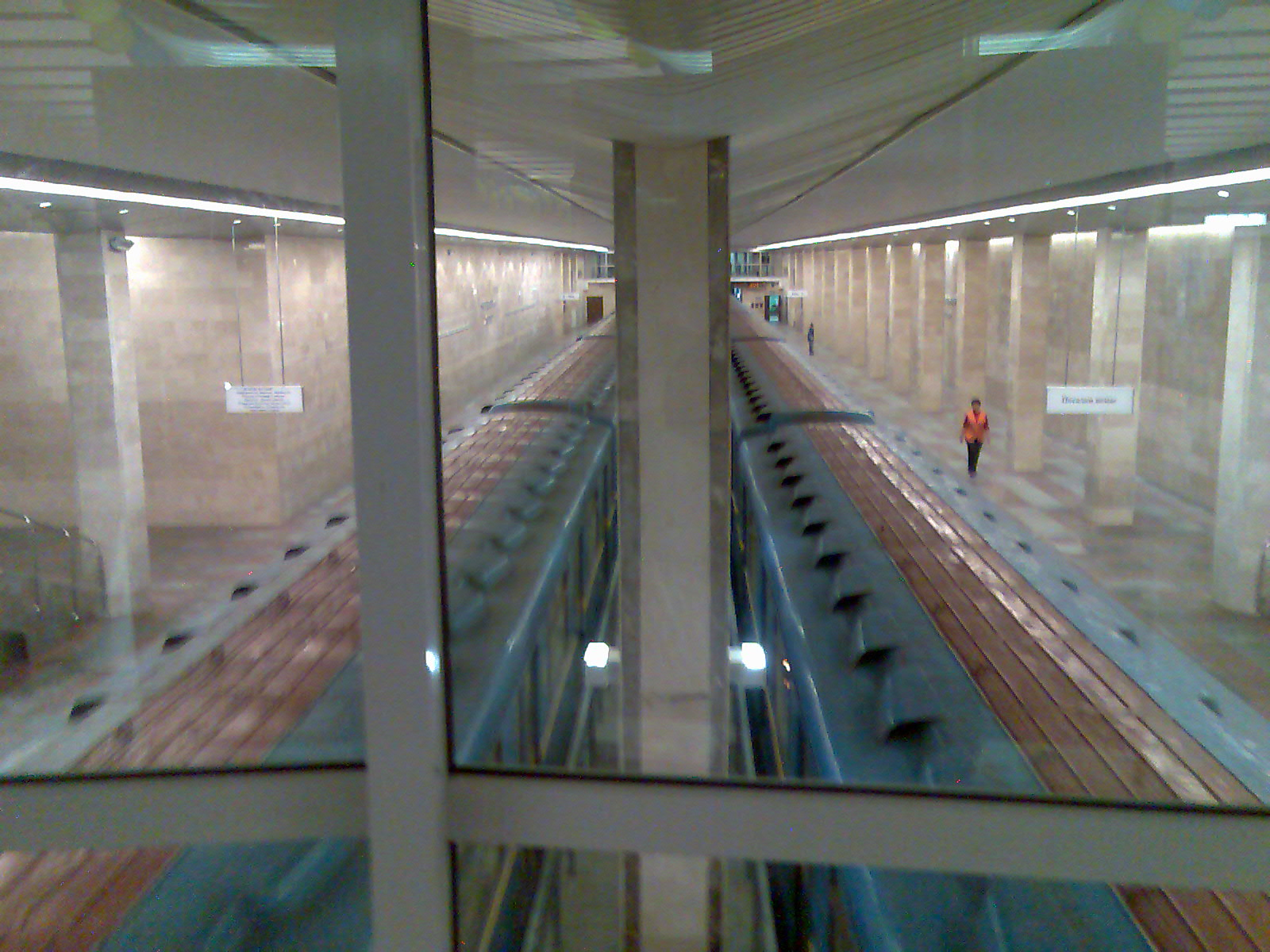
Metro's in het station
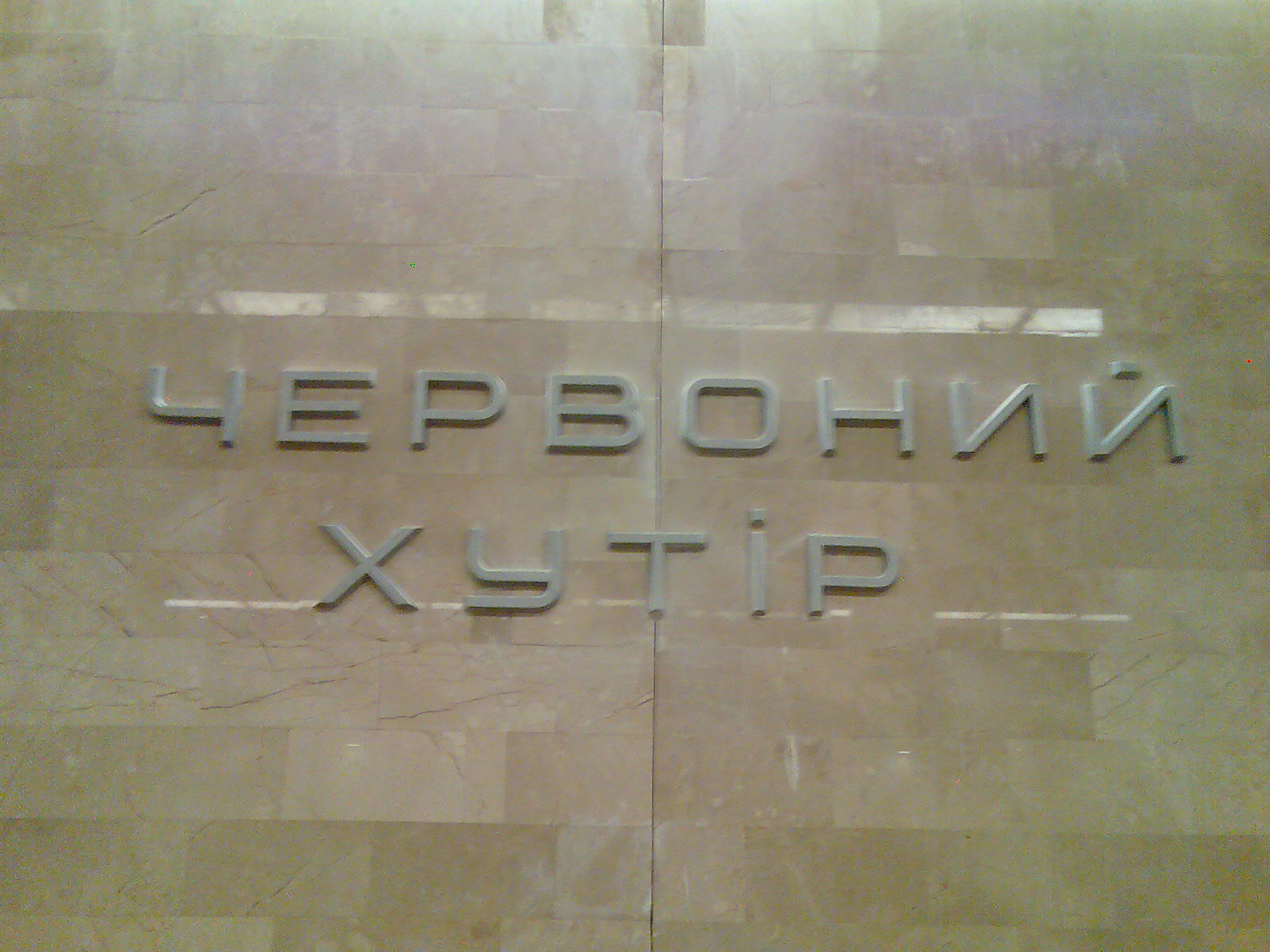
De stationsnaam op de tunnelwand